# Szkoła antiocheńska

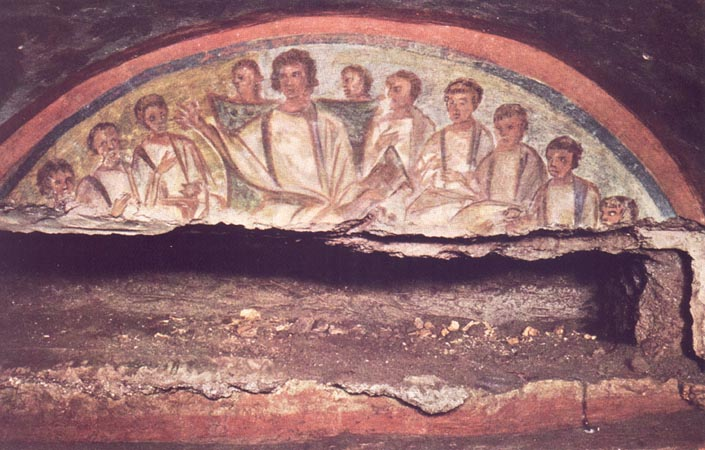
Chrystus nauczający. Wczesnochrześcijański fresk przedstawiający Chrystusa w todze profesorskiej, otoczonego uczniami. Pierwsza połowa IV w., Rzym katakumby Domicylii

Szkoła antiocheńska – termin określający styl teologii wypracowany w Antiochii syryjskiej w starożytnym chrześcijaństwie, cechujący się przywiązaniem do bardziej literalnego odczytywania Pisma Świętego. Pod nazwą „antiocheńska szkoła teologiczna” nie rozumie się jakiejś jednej instytucji naukowej, jest to określenie sposobu uprawiania teologii, wypracowanego przez poszczególnych teologów i grupy ich uczniów.

## Autorzy
Początki są wiązane z Lucjanem (zm. w 312 r.). Nie jest pewne, czy był on pod wpływem nieco starszego od niego Pawła z Samosaty. Ten ostatni poprzez zbytnie położenie nacisku na ludzką naturę Chrystusa naraził się na oskarżenie o odmawianie Jezusowi  godności synostwa Bożego i propagowanie tzw. dynamicznego monarchianizmu, czyli doktryny, która twierdziła, że Jezus sam nie będąc Bogiem, otrzymał moc Bożą (gr. dynamis) w czasie chrztu w Jordanie. Zupełnie odmienną postawę miał Eustacjusz, który bardzo ostro krytykował arianizm.
Kolejną, odmienną światopoglądowo postacią, był Diodor z Tarsu. Jego uczniami byli Jan Chryzostom, Teodor z Mopsuestii i jego brat Polichromiusz. Z kolei uczniem Teodora był Nestoriusz, późniejszy patriarcha Konstantynopola w latach 428–431, autor potępionej przez sobór efeski (431) doktryny o rozdzieleniu dwóch natur w Chrystusie. Pod wpływem tradycji antiocheńskiej był także obrońca Nestoriusza, Teodoret z Cyru, również uczeń Teodora z Mopsuestii, oraz Ibas z Edessy. Wokół ich pism w okresie soboru konstantynopolitańskiego II (553 r.) toczyła się debata o ortodoksyjność interpretacji natur Chrystusa – tzw. Trzy Dzieła.
Wśród innych autorów tej szkoły teologii wymienia się Euzebiusza z Nikomedii, Marisa z Chalcedonu, Eudoksjusza, Teognisa z Nicei, Asteriusza, Ariusza. Także św. Efrem Syryjczyk z Edessy jest zaliczany do tej szkoły ze względu na jego przywiązanie do literalnego odczytywania Pisma Świętego.

## Charakterystyka
W III w. Antiochia syryjska ofiarowała rozwijającej się teologii chrześcijańskiej zaplecze intelektualne i kulturowe porównywalne do tego, jakim była stolica Egiptu Aleksandria. Antiochia kultywowała bardziej tradycję filozoficzną Arystotelesa, dominujący wpływ miał również judaizm rabiniczny. Aleksandria zaś była bardziej zwrócona ku platonizmowi oraz judaizmowi hellenistycznemu. Ta różnica mocno zaznaczyła się w sposobie uprawiania teologii w obydwu ośrodkach – w interpretacji Biblii przedstawiciele szkoły antiocheńskiej odróżniali się od szkoły aleksandryjskiej tym, że bardziej poszukiwali sensu wyrazowego i historycznego.
Środowisko antiocheńskie często odcinało się od chrystocentrycznej interpretacji Starego Testamentu. Tam gdzie egzegeci z Aleksandrii od czasów Orygenesa, ale także wcześniejszej tradycyjnej typologii, widzieli zapowiedź Chrystusa, antiocheńczycy widzieli wydarzenia czysto historyczne – interpretowali κατ’ ἱστορίαν kat' historían. Według Manlio Simonettiego redukcja ta była przejawem wpływu egzegezy żydowskiej oraz zaniku potrzeby podkreślania ciągłości i postępu od Starego do Nowego Testamentu wynikającej wcześniej z polemiki antygnostyckiej. W owej redukcji Simonetti dostrzegł również racje ściśle teologiczne: 

Wyraźne rozróżnienie Syna Bożego nieobecnego w Starym Testamencie i Chrystusa człowieka, który natomiast jest tam przepowiadany, jest typowo antiocheńskie. Aleksandryjczyk nie podzieliłby go, ponieważ jest „naturaliter” ukierunkowany na podkreślenie współistnienia Boga z człowiekiem.

Dobrym przykładem może być interpretacja jeźdźca na kasztanowym koniu, ukazującego się prorokowi Zachariaszowi (Za 1,8). W rozumieniu Teodora z Mopsuestii (350–428 r.) należy go rozumieć dosłownie jako anioła Pańskiego, gdyż Stary Testament nie znał Mesjasza o boskich cechach. Zostały one objawione, dopiero gdy Chrystus się narodził. Teodor wystąpił przy tej okazji przeciw sensowi alegorycznemu, chrystocentrycznemu. Interpretację tych, którzy uważali, że prorok zobaczył w tej wizji Syna Bożego określił jako głupotę (stgr. ἄνοια ánoia), szaleństwo (stgr. φρενοβλάβεια phrenoblábeia) i bezbożność (stgr. ἀσέβεια asébeia). Podobnie skrytykował tych, którzy sądzili, że gdy w następnym wersie (Za 1,9) anioł zostaje nazwany Panem – z pewnością chodzi o wcielone Słowo Boże.
Również w odniesieniu do Nowego Testamentu antiocheńczycy pozostawali powściągliwi. Komentarze antiocheńskie miały dość suchy, zdawkowy i literalny charakter i koncentrowały się na najbliższym kontekście biblijnym.